# Список війн за участю Ємену
Список воєн, у яких брав участь Ємен.

## Північний Ємен
| Конфлікт                                                  | Учасник 1                                                                                                 | Учасник 2            | Результат                                                                       | Голова держави          |
| --------------------------------------------------------- | --- | -------------------- | ------------------------------------------------------------------------------- | ----------------------- |
| Саудівсько-єменська війна (1934)                          | Ємен | Саудівська Аравія    | Поразка - Єменське вторгнення в Саудівську Аравію зупинено.                     | Імам Ях'я               |
| Арабо-ізраїльська війна (1948–1949)                       | Єгипет · Ірак · Трансйорданія · Сирія · Ліван · Саудівська Аравія · Ємен · АСВ · Арабська визвольна армія | Ізраїль              | Поразка - Вторгнення Арабської ліги в Мандат Палестини відбито - Родоські угоди | Ахмад бін Ях'я          |
| Військовий переворот у Ємені (1962–1970)                  | Роялісти Саудівська Аравія                                                                                | Республіканці Єгипет | Зміна режиму - Кінець Єменського Мутаваккілітського Королівства                 | Мухаммед аль-Бадр       |
| Єменська війна (1972)                                     | Північний Ємен                                                                                            | Південний Ємен       | Припинення вогню - Обіцянка об'єднання Ємену                                    | Абдул Рахман аль-Ар'яні |
| Повстання Національного Демократичного Фронту (1978–1982) | Північний Ємен                                                                                            | НДФ                  | Перемога уряду - Поразка Національного демократичного фронту                    | Алі Абдалла Салех       |
| Єменська війна (1979)                                     | Північний Ємен                                                                                            | Південний Ємен       | Припинення вогню - Посилення намагання об'єднання Ємену                         | Алі Абдалла Салех       |

## Об'єднаний Ємен
| Конфлікт                                  | Учасник 1                                                                                          | Учасник 2                                                                      | Результат                                                                                      | Голова держави                                                |
| ----------------------------------------- | -------------------------------------------------------------------------------------------------- | ------------------------------------------------------------------------------ | ---------------------------------------------------------------------------------------------- | ------------------------------------------------------------- |
| Громадянська війна в Ємені (1994)         | Ємен                                                                                               | Південний Ємен                                                                 | Перемога - Возз'єднання Ємену                                                                  | Алі Абдалла Салех                                             |
| Криза через острів Ханіш (1995)           | Ємен                                                                                               | Еритрея                                                                        | Поразка - Еритрейська окупація острова                                                         | Алі Абдалла Салех                                             |
| Боротьба з тероризмом в Ємені (1998–2015) | Ємен США                                                                                           | Аль-Каїда ІДІЛ                                                                 | Ескалація в повномасштабну громадянську війну - Поява ІДІЛ в Ємені                             | Алі Абдалла Салех                                             |
| Перша війна Садда (2004)                  | Ємен                                                                                               | Хусити                                                                         | Перемога уряду - Смерть Хусейна Бадруддін аль-Хуси                                             | Алі Абдалла Салех                                             |
| Друга війна Садда (2005)                  | Ємен                                                                                               | Хусити                                                                         | Перемога уряду - Хусити здаються після підписання угоди                                        | Алі Абдалла Салех                                             |
| Третя війна Садда (2005–2006)             | Ємен                                                                                               | Хусити                                                                         | Перемога уряду - Боротьба закінчується перед президентськими виборами                          | Алі Абдалла Салех                                             |
| Четверта війна Садда (2007)               | Ємен                                                                                               | Хусити                                                                         | Перемога уряду - Лідер повстяння відправлений в заслання                                       | Алі Абдалла Салех                                             |
| П'ята війна Садда (2008)                  | Ємен                                                                                               | Хусити                                                                         | Конфлікт зайшов в тупик - Уряд Ємену оголошує одностороннє припинення вогню                    | Алі Абдалла Салех                                             |
| Шоста війна Садда (2009–2010)             | Ємен Саудівська Аравія Йорданія Марокко                                                            | Хусити                                                                         | Конфлікт зайшов в тупик - Підписано перемир'я, Хусити затвердили контроль Саада                | Алі Абдалла Салех                                             |
| Повстання в Південному Ємені (2009–2015)  | Ємен                                                                                               | Південний рух                                                                  | Ескалація в повномасштабну громадянську війну - Сепаратисти захопили місто Аден                | Алі Абдалла Салех                                             |
| Революція в Ємені (2011–2012)             | Уряд Салеха                                                                                        | Опозиція                                                                       | Зміна режиму - Повалення Уряду Салеха                                                          | Алі Абдалла Салех                                             |
| Сьома війна Садда (2012–2015)             | Ємен                                                                                               | Хусити                                                                         | Ескалація в повномасштабну громадянську війну - Хусити взяли під контроль північний Ємен       | Абд Раббо Мансур Гаді                                         |
| Громадянська війна (2015–)                | Уряд Хаді Саудівська Аравія ОАЕ Сенегал Судан Катар Бахрейн Кувейт Йорданія Марокко Єгипет Франція | Уряд Хуситів - Хусити - Лоялісти Салеха Аль-Каїда ІДІЛ Південна Перехідна Рада | Триває - Хусити розпускають уряд Ємену - Інтервенція Саудівської Аравії та її союзників у Ємен | Абд Раббо Мансур Гаді (Уряд Ємену)Мухаммед Алі аль-Хуси (ВПР) |